# حمية البحر الأبيض المتوسط
هذه المقالة بشأن توصية غذائية والتي أصبحت شائعة في عام 1990. من أجل الأغذية في المناطق حول البحر الأبيض المتوسط، راجع مطبخ البحر الأبيض المتوسط.
حمية البحر الأبيض المتوسط هي توصية غذائية حديثة مستوحاة من الأنماط الغذائية التقليدية في اليونان وجنوب إيطاليا، وإسبانيا والمغرب وبعض المناطق المتوسطية، والجوانب الرئيسية لهذا النظام الغذائي يشمل استهلاك نسبة عالية من زيت الزيتون والبقوليات والحبوب غير المكررة، والفواكه، والخضروات، واستهلاك كمية معتدلة إلى كبيرة من الأسماك، واستهلاك معتدل من منتجات الألبان (وخاصة الجبن والزبادي)، استهلاك النبيذ بشكل معتدل، واستهلاك نسبة منخفضة من اللحوم ومنتجاتها.
في 17 نوفمبر 2010، اعترفت اليونسكو بهذا النمط الغذائي باعتباره التراث الثقافي غير الملموس لإيطاليا واليونان وإسبانيا والمغرب.
على الرغم من اسمها، وهذه الحمية ليست مثالية بما يخص كل مطابخ البحر الأبيض المتوسط؛ في شمال إيطاليا، على سبيل المثال، يتم استخدام شحم الخنزير والزبدة عادة في الطبخ، وزيت الزيتون يحتفظ به في صلصة السلطات والخضار المطبوخة. في كل من شمال أفريقيا والشرق الأوسط، دهون مؤخرة الأغنام والزبدة المتحوّلة (سمنة) هي الدهون الأساسية التقليدية، مع بعض الاستثناءات.
تم طرح وجهة نظر متفق عليها عموما من حمية البحر الأبيض المتوسط، من بين وجهات نظر أخرى، من قبل الدكتور والتر ويليت (Dr.Walter Willett) من كلية الصحة العامة بجامعة هارفارد في منتصف عام 1990. استنادا إلى «أنماط غذائية نموذجية من جزيرة كريت، والكثير من بقية اليونان، وجنوب إيطاليا في أوائل عام 1960»، هذه الحمية، بالإضافة إلى «ممارسة النشاط البدني بانتظام،» أكّدت على «الأغذية النباتية بنسبة وفيرة، والفاكهة الطازجة كوجبة مثالية بعد الطعام يومية، زيت الزيتون كمصدر أساسي للدهون، ومنتجات الألبان (ولا سيما الجبن واللبن)، والأسماك والدواجن المستهلكة في كميات منخفضة إلى معتدلة، صفر إلى أربع بيضات مستهلكة اسبوعيا، اللحوم الحمراء تستهلك بكميات منخفضة، والنبيذ المستهلك بكميات منخفضة إلى معتدلة». إجمالي الدهون في هذا النظام الغذائي هو 25% إلى 35% من السعرات الحرارية، بالإضافة إلى الدهون المشبّعة 8% أو أقل من السعرات الحرارية.
زيت الزيتون هو السِّمة الخاصة لحمية البحر الأبيض المتوسط. فهو يحتوي على مستوى عالٍ جداَ من الدهون غير المشبّعة الأحادية، حمض الأوليك على وجه الخصوص، والتي تشير الدراسات الوبائية أنها قد تكون مرتبطة بانخفاض خطر الإصابة بأمراض القلب التاجية. وهناك أيضا أدلة على أن مضادات الأكسدة في زيت الزيتون تحسّن مستوى الكولسترول وخفض مستوى الكولسترول LDL، كما يملك تأثيرات مضادة للالتهابات ومضادة لارتفاع ضغط الدم.

## التاريخ
على الرغم من أنه تم الإعلان لأول مرة في عام 1945 من قبل الطبيب الأميركي أنسل كيز (Ancel Keys) المقيم في بيوبي، إيطاليا، فشلت حمية البحر الأبيض المتوسط في الحصول على اعتراف على نطاق واسع حتى عام 1990. المعلومات الموضوعية تبين أن حمية البحر الأبيض المتوسط هي صحيّة، نشأت أولاً من قبل الدول السبعة المشاركة في الدراسة.
وتستند حمية البحر الأبيض المتوسط على حسب وجهة نظر التغذية السائدة على مفارقة تدعو للتأمل: على الرغم من أن الناس الذين يعيشون في بلدان البحر الأبيض المتوسط يميلون إلى استهلاك كميات عالية نسبيا من الدهون، لديهم معدلات أقل بكثير من أمراض القلب والشرايين مما كانت عليه في بلدان مثل الولايات المتحدة الأمريكية، حيث عُثِر على مستويات مماثلة من استهلاك الدهون. ظاهرة مماثلة تعرف بالمفارقة الفرنسية.
تم ترقية حمية غنية بالسلطات في انكلترا خلال وقت مبكر من عصر النهضة بواسطة جياكومو كاستيلفيترو (Giacomo Castelvetro) باعتماد بسيط على الفواكه، الاعشاب، والخضروات فيما يتعلق بإيطاليا. وحاول، دون نجاح، لإقناع الإنكليز بتناول المزيد من الفواكه والخضروات.

## الآثار الصحية

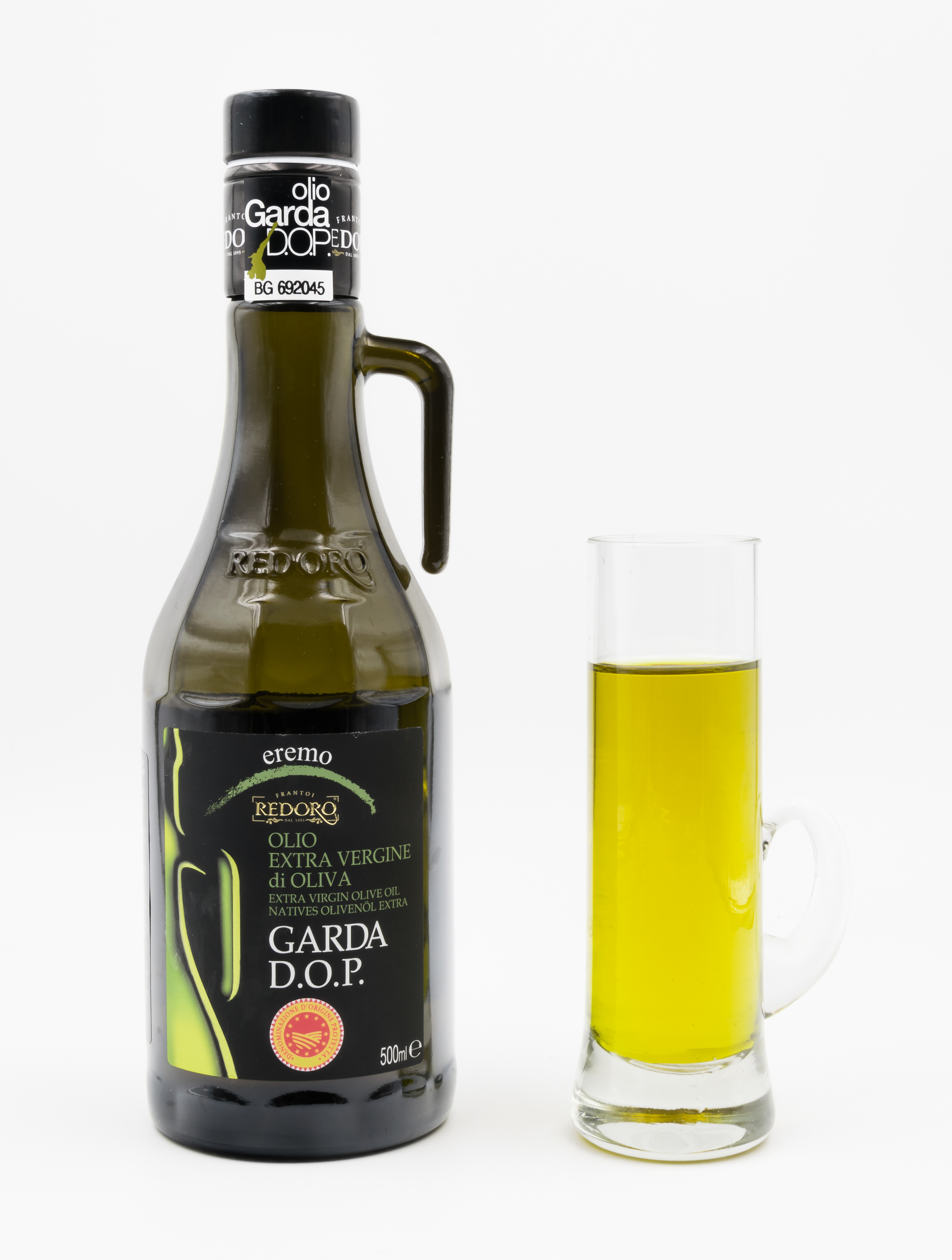
زيت الزيتون

وقد حظي عدد من الحميات بالاهتمام، ولكن أفضل دليل على تأثير الصحة الجيدة وانخفاض معدل الوفيات بعد التحوّل إلى نظام غذائي نباتي الأصل إلى حد كبير يأتي من دراسات لحمية البحر الأبيض المتوسط، على سبيل المثال من حمية NIH-AARP ودراسة الصحة.
حمية البحر الأبيض المتوسط كثيرا ما يُستشهد على أنها مفيدة لكونها منخفضة في الدهون المشبعة وفيها نسبة عالية من الدهون غير المشبعة الأحادية والألياف الغذائية. ويعتقد أن أحد التفسيرات الرئيسية لذلك هي الآثار الصحية لزيت الزيتون المدرجة في حمية البحر الأبيض المتوسط.
حمية البحر الأبيض المتوسط هي عالية في محتواها من الملح. الأطعمة مثل الزيتون، المخلل المملح، الجبن، سمك البلم (الانشوفة)، نبات الكبر المخلل، وبيض السمك المملح كلها تحتوي على مستويات عالية من الملح.
ويعتبر إدراج من النبيذ الأحمر من العوامل التي تسهم في الصحة لأنه يحتوي على مركبات الفلافونويدات مع خصائص مضادة للأكسدة قوية.
العوامل الغذائية ليست سوى جزء من سبب الفوائد الصحية التي يتمتع بها بعض ثقافات البحر الأبيض المتوسط. وهناك أسلوب الحياة الصحي (ولاسيما نمط حياة نشيط فيزيائياً أو العمل) مفيد أيضا. وقد تشارك أيضاً البيئة المحيطة. ومع ذلك، على مستوى السكان، أي لسكان بلد بأكمله أو منطقة، تأثير الوراثة بالحد الأدنى، لأنه تَبيّن التغيير البطيء لسلوك سكان البحر الأبيض المتوسط، من أسلوب حياة صحيّ وحمية البحر الأبيض المتوسط إلى ما هو غير صحي، نمط حياة أقل نشاطاً بدنياً واتباع نظام غذائي يحاكي النمط الغذائي الغربي، يزيد بصورة ملحوظة خطر الإصابة بأمراض القلب. هناك علاقة عكسية بين التمسك بحمية البحر الأبيض المتوسط وحدوث أمراض القلب القاتلة وغير القاتلة لدى البالغين في منتصف العمر بصحة جيدة أصلاً في منطقة البحر الأبيض المتوسط.
في 2011 مراجعة منهجية عُثِر عليها تقول أن حمية البحر الأبيض المتوسط تبدو أكثر فعالية من حمية غذائية منخفضة الدهون في إحداث تغييرات طويلة الأمد لعوامل الخطر القلبية الوعائية مثل خفض مستوى الكوليسترول وضغط الدم.
وجدت دراسة استمرت 10 سنوات أن الالتزام بحمية البحر الأبيض المتوسط ونمط حياة صحي كان مرتبطا مع خفض أكثر من 50٪ من معدلات الوفاة المبكرة. أفادت دراسة أُجريت لمدة 5 سنوات على 7,447 من الناس أن النظام الغذائي المتوسطي يخفض خطر الإصابة بأمراض القلب في الأشخاص المعرضين لمخاطر عالية بـ «نحو 30 في المئة» بالمقارنة مع أفراد يتبعون فقط نظام غذائي منخفض الدهون. الفوائد المفترضة من الحمية المتوسطية لصحة القلب والأوعية الدموية متصلة في المقام الأول بالطبيعة، في حين أنها تعكس وجود تفاوت حقيقي جدا في الموقع الجغرافي لأمراض القلب، وقد ثبت أنه من الصعب تحديد المحددات السببية من هذا التفاوت. وقد تم تقويض المرشح الغذائي الأكثر شعبية، زيت الزيتون، من خلال مجموعة من الأدلة التجريبية بأن الحميات المدعّمة بالدهون غير المشبّعة الأحادية مثل زيت الزيتون ليست واقية من تصلب الشرايين بالمقارنة مع الحميات المدعّمة في أي من الدهون غير المشبّعة المتعددة أو حتى المشبّعة. ثمّة فرضية بديلة نشأت مؤخراً لحمية البحر الأبيض المتوسط هو أن التعرض المتفاوت لمعدلات أشعة الشمس فوق البنفسجية تؤدي للتفاوت في صحة القلب والأوعية الدموية بين سكان دول البحر المتوسط ومعظم الدول الشمالية. الآلية المقترحة هي تجميع الأشعة الشمسية فوق البنفسجية الناتجة من فيتامين D في الزيوت من الجلد، والذي لوحظ أنه يحد من الإصابة بأمراض القلب التاجية، والتي تقل بشكل سريع مع زيادة خط العرض. ومن المثير للاهتمام، أن سكان البحر الأبيض المتوسط أيضاً لاحظوا أن معدلات منخفضة جداً من سرطان الجلد (التي يعتقد على نطاق واسع أن سببها الإفراط في التعرض للأشعة فوق البنفسجية الشمسية)، الإصابة بالميلانوم (ورم ميلانيني) في بلدان البحر الأبيض المتوسط هو أقل مما كان عليه في شمال أوروبا وبشكل ملحوظ أقل مما كان عليه في البلدان الحارة الأخرى مثل أستراليا ونيوزلندا. [بحاجة لمصدر] تم الافتراض بأن بعض مكونات حمية البحر الأبيض المتوسط قد توفّر حماية ضد سرطان الجلد.
وقد أظهرت دراسة نشرت في سجلات الطب النفسي العام تدل على أن الناس الذين اتبعوا حمية البحر الأبيض المتوسط كانوا أقل عرضة لتطور الاكتئاب.

## البحوث الطبية
دراسة البلدان السبعة  وجدت أن الرجال في جزيرة كريت اليونانية يملكون بشكل استثنائي معدلات وفاة منخفضة من أمراض القلب، على الرغم من تناول كميات معتدلة إلى كبيرة من الدهون. النظام الغذائي الكريتي مشابه لحمية البحر الأبيض المتوسط التقليدية الأخرى، التي تتكون في الغالب من زيت الزيتون والخبز، كميات وفيرة من الخضار والفواكه، الأسماك، وكمية معتدلة من منتجات الالبان والنبيذ.

### صحة القلب
بدأت دراسة القلب لحمية ليون Lyon  بمحاكاة النظام الغذائي الكريتي، ولكنها اعتمدت نهجاً علمياً. حيث تحققت من أن معظم الناس في الدراسة (وجميعهم نجوا من أول نوبة قلبية) والذين عارضوا التحوّل من الزبدة إلى زيت الزيتون، استخدموا السمن المهدرج من زيت بذور اللفت (الكانولا). كما شملت التغييرات الغذائية أيضاً زيادة 20% من الفاكهة الغنية بفيتامين C والخبز ونقص في اللحوم الحمراء والمصنعة. على هذا النظام الغذائي انخفض معدل الوفيات بجميع الأسباب بنسبة 70%. وكانت هذه الدراسة ناجحة لدرجة أن لجنة الأخلاقيات حكمت بوقفه مبكراً بحيث أن النتائج يمكن أن تصبح عامة فوراً.
حديثاً نشرت تجربة إسبانية عشوائية لأنماط النظام الغذائي في مجلة New England الطبية عام 2013 لما يقارب 7500 فرد أكثر من حوالي 5 سنوات وجدت أن الأفراد الذين يزيدون على حمية البحر الأبيض المتوسط مكسرات وزيت الزيتون ساهم في تخفيض 30 في المئة من خطر متعلق بالقلب والأوعية الدموية بشكل رئيسي وتخفيض 49 في المئة من مخاطر السكتة الدماغية. تميل إلى تقليد واحدة من ثلاث حميات مختلفة. تشمل إما حمية منخفضة الدهون، حمية البحر الأبيض المتوسط مع 50 مل من زيت الزيتون البكر (غير المكرر) الممتاز يومياً، أو حمية البحر الأبيض المتوسط مع 30 غرام من المكسرات. المكسرات في المقام الأول الجوز الذي يحتوي على كمية عالية من أحماض أوميغا 3 الدهنية.

### مرض السكري
وفقاً لدراسة أجريت عام 2008 نشرت في المجلة الطبية البريطانية، توفر الحمية المتوسطية التقليدية حماية كبيرة ضد مرض السكري من النوع الثاني. وشملت الدراسة أكثر من 13000 خريجاً من جامعة نافارا Navarra في إسبانيا وليس لهم تاريخ من مرض السكري، والذين تطوعوا بين ديسمبر 1999 ونوفمبر 2007، والذين اتبعوا فيما بعد عادات صحية وغذائية. في البداية أكمل المشاركون 136 بنداً من استبيان تواتر الطعام والذي صمم لتنظيم حمية غذائية كاملة. وشمل الاستبيان أيضاً أسئلة بشأن استخدام الدهون والزيوت وطرق الطهي والمكملات الغذائية. كل سنتين كان المشاركون يرسلون استبيانات المتابعة بشأن النظام الغذائي ونمط الحياة، وعوامل الخطر، والتقارير الطبية. خلال فترة المتابعة (متوسط 4.4 سنة) وجد الباحثون من جامعة نافارا أن المشاركين الذين يلتزمون بهذا النظام الغذائي لديهم احتمال أقل للإصابة بمرض السكري. والالتزام الكبير بالنظام الغذائي يرتبط مع انخفاض بنسبة 83% في خطر الإصابة بمرض السكري.

### البدانة
ونشرت دراسة أجريت عام 2008 في مجلة The New England للدراسات الطبية آثار ثلاث حميات: منخفضة الكربوهيدرات، منخفضة الدسم، وحمية البحر الأبيض المتوسط. وشملت الدراسة 322 مشاركاً واستمرت لمدة عامين. النظام الغذائي منخفض الكربوهيدرات وحمية البحر الأبيض المتوسط أدّيا إلى أكبر خسارة وزن،12 رطل و10 رطل، على التوالي. النظام الغذائي منخفض الدهون ساهم في فقدان 7 رطل. أحد التنبيهات من هذه الدراسة هو أن 86% من المشاركين في الدراسة هم من الرجال. الحمية منخفضة الكربوهيدرات والحمية المتوسطية نتج عنهما كميات مماثلة من فقدان الوزن في نتائج الدراسة عمومًا وعند الرجال. في باقي المشاركين الذين كانوا من النساء، حمية البحر الأبيض المتوسط نتج عنها نقص وزن بمعدل 3.8كغ (8.4رطل) أكثر من الحمية منخفضة الكربوهيدرات. ومع ذلك، نتج عن النظام الغذائي منخفض الكربوهدرات تغييرات أكثر ايجابية في نسبة الدهون في الدم.

### السرطان
أظهر التفسير الذاتي الذي نشر في المجلة الطبية البريطانية عام 2008 أن الاتباع الصارم لحمية البحر الأبيض المتوسط خفض خطر الوفاة بالسرطان وأمراض القلب والأوعية الدموية وكذلك خطر الإصابة بداء باركنسون ومرض الزهايمر. نتائج التقرير 9%، 9%، و6% خفض نسبة الوفيات الاجمالية، والقلب والأوعية الدموية، والسرطان على التوالي. بالإضافة إلى ذلك ملاحظة انخفاض بنسبة 13% في حالات الإصابة بداء باركنسون والزهايمر هو أمر متوقع شريطة الالتزام الصارم بالنظام الغذائي. كذلك، أجريت دراسة عام 2007 وجدت أن الالتزام بحمية البحر الأبيض المتوسط (MeDi) تؤثر ليس فقط في خطر الإصابة بمرض الزهايمر (AD)، وانما أيضاً في مسار المرض اللاحقة: الالتزام الكبير بـ حمية البحر الأبيض المتوسط MeDi يرتبط مع معدل وفيات أقل من مرض الزهايمر AD . التخفيض التدريجي في خطر الوفاة في حالة الالتزام الكبير بالحمية المتوسطية يوحي بإمكانية تأثير العلاج والاستجابة.

### صحة النساء
على الرغم من وجود العديد من الدراسات التي تشير إلى فوائد حمية البحر المتوسط الصحية، فإن هناك نقصًا في البيانات حول تأثيرها الطويل المدى على النساء وكيفية تقليلها من خطر الوفاة لديهن. وفي دراسة جديدة أجراها باحثون من مستشفى بريجهام للنساء في بوسطن، شملت 25315 امرأة كنَّ يتمتعنَ بصحة جيدة في بداية الدراسة، وكان متوسط أعمارهن 54 عامًا، وجد الباحثون أن النساء اللاتي اتبعنَ حمية البحر المتوسط بشكل أكبر كنَّ أقل عرضة للوفاة بنسبة 23% من النساء اللاتي لم يتبعنَ هذا النظام الغذائي.
وخلال فترة الدراسة التي استمرت لمدة 25 عامًا، توفيت 3879 امرأة، من بينهن 935 امرأة توفيت بسبب أمراض القلب والأوعية الدموية، و1531 امرأة توفيت بسبب السرطان. قام الباحثون بتحديد وتقييم الآليات الأساسية التي قد تفسر انخفاض خطر الوفاة بنسبة 23% لدى النساء اللاتي اتبعنَ حمية البحر المتوسط، واكتشفوا تغيّرات بيولوجية في المؤشرات الحيوية المتعلقة بالتمثيل الغذائي، والالتهابات، ومقاومة الأنسولين، ومؤشر كتلة الجسم (BMI).
نظر الباحثون في الفوائد الصحية التي تعود على النساء عند اتباع حمية البحر المتوسط على المدى الطويل، وقاموا بدراسة كيف يؤثر هذا النظام على صحة النساء، وحللوا نحو 40 علامة حيوية تمثل مسارات بيولوجية مختلفة وعوامل الخطورة السريرية. اعتمدت الدراسة على استبانات صحية حول عادات النساء الغذائية وغيرها من البيانات المبلَّغ عنها ذاتيًا، بما في ذلك الطول والوزن وضغط الدم.

### معدل الوفيات
أظهرت دراسة نشرت في المجلة الطبية البريطانية في عام 2009 بعض مكونات حمية البحر الأبيض المتوسط، مثل زيادة استهلاك الخضار وانخفاض استهلاك اللحوم ومنتجاتها، وترتبط بصورة ملحوظة مع انخفاض مخاطر الوفاة من المكونات الأخرى، مثل استهلاك الحبوب واستهلاك الأسماك. كجزء من التحقيق الأوروبي المرتقب لدراسة السرطان والتغذية، تابع الباحثون أكثر من 23000 من الرجال والنساء اليونانيين لمدة 8.5 سنوات ليروا كيف أن الجوانب المختلفة لحمية البحر الأبيض المتوسط تؤثر على نسبة الوفيات. ويرتبط استهلاك الكحول المعتدل، وارتفاع استهلاك الفاكهة والنقوليات أيضاً مع انخفاض خطر الوفاة. حمية البحر الأبيض المتوسط أعربت عن تداخلات واسعة في أساليب الحياة في الدراسة السريرية المتابعة، تحسن جريان الدم في الشريان الكلوي، وخفض المؤشر الكلوي المقاوم، حتى من دون تغييرات كبيرة على مقاومة الأنسولين. هذا تأثير مفيد ويعدّل الفيزيولوجيا المرضية لارتفاع ضغط الدم الأساسي. آخر دراسة نشرت في فبراير 2010 وجدت أن النظام الغذائي قد يساعد على الحفاظ على الدماغ بصحة جيدة عن طريق الحد من تواتر السكتات الدماغية الصغرى التي يمكن ان تساهم في تدهور القدرة العقلية. حمية البحر الأبيض المتوسط أصبحت نموذجاً شعبياً شاملاً وناجحاً لتعزيز أنماط الحياة الصحية.
عام 2011 نشر التفسير الذاتي (وهو طريقة أو إجراء لتحليل النتيجة لبحث عن طريق دمج نتائح عدد من الأبحاث المستقلة) في مجلة لكلية طب القلب الأميركية بتحليل نتائج 50 دراسة (35 تجربة سريرية، 2 مستقبلية، 13 مستعرضة) تغطي حوالي 535000 شخص لدراسة تأثير النظام الغذائي المتوسطي على متلازمة التمثيل الغذائي. وأفاد الباحثون أن النظام الغذائي المتوسطي يرتبط مع انخفاض ضغط الدم، سكر الدم، والشحوم الثلاثية.
عام 2012 عُثِر على دراسة في إسرائيل، نشرت في مجلة New England الطبية، وجدت أنه حتى الأشخاص الذين استعادوا بعض الوزن بعد تطبيق حمية البحر الأبيض المتوسط يمكن أن يجنوا فوائد دائمة منها.
التفسير الذاتي الذي نشر في المجلة الأمريكية للتغذية السريرية في عام 2013 يقارن بين حميات البحر الأبيض المتوسط، نباتي صرف، نباتي، منخفض بمؤشر السكر، منخفض الكربوهيدرات، غني بالألياف، غني بالبروتين مع ضبط الحميات. وخلص البحث إلى أن حميات البحر الأبيض المتوسط، منخفضة الكربوهيدرات، المنخفضة بمؤشر سكر الدم، والغنية بالبروتين هي فعالة في تحسين علامات الخطر لأمراض القلب والشرايين والسكري.